# Jérémy Grimm
Jérémy Grimm (* 27. März 1987 in Ostheim, Département Haut-Rhin) ist ein französischer Fußballspieler.

## Karriere als Spieler
Grimm wechselte 2004 in die Jugendakademie von Racing Straßburg. Nach drei Jahren ohne Einsatz in der Profimannschaft wechselte er in die zweithöchste Schweizer Spielklasse zum SR Delémont. Sein Debüt für den Klub aus Delsberg gab er am 21. Juli 2007, als er bei der 2:3-Niederlage gegen den FC Winterthur in der Anfangself stand. Insgesamt bestritt er für den Klub 23 Spiele und erzielte in diesen einen Treffer. Nach nur einem Jahr kehrte er ins Elsass zurück und schloss sich dem Viertligisten SR Colmar an, mit dem er 2010 in die drittklassige Championnat de France National (CFN) aufstieg.
Im Sommer 2013 kehrte Grimm zu Racing Straßburg zurück, mit dem er 2016 in die Ligue 2 und ein Jahr später in die Ligue 1 aufstieg. Seinen ersten Einsatz in der höchsten französischen Spielklasse hatte er am 13. August 2017 beim 3:0-Sieg am zweiten Spieltag der Saison 2017/18 im Heimspiel gegen den OSC Lille und schoss dabei ein Tor. In seiner ersten Spielzeit im französischen Oberhaus kam Jérémy Grimm zu 23 Einsätzen. Eine Saison später kam er zu lediglich fünf Einsätzen, gewann mit Racing Straßburg allerdings den französischen Ligapokal.
Mit Ende der infolge der COVID-19-Pandemie abgebrochenen Saison 2019/20 wurde sein auslaufender Vertrag von Racing Straßburg nicht mehr verlängert. Insgesamt bestritt Grimm 156 Ligaspiele sowie acht Pokal- und fünf Ligapokal-Spiele für Straßburg. Das letzte Mal stand er am 5. Februar 2020 bei einer Einwechselung kurz vor Schluss auf dem Platz.
Nachdem er dann zunächst ohne Verein war, unterschrieb er Anfang Februar 2021 einen Vertrag beim SR Colmar, der in der Championnat de France National, der dritthöchsten französischen Liga, spielt.